# Saint-Germain-en-Laye
Saint-Germain-en-Laye là một xã trong vùng đô thị Paris, thuộc tỉnh Yvelines, vùng hành chính Île-de-France của nước Pháp, có dân số là 38.423 người (thời điểm 1999).

## Các thành phố kết nghĩa
- Aschaffenburg, Đức
- Winchester, Hoa Kỳ
- Konstancin-Jeziorna, Ba Lan
- Temara, Maroc
- Ayr, Scotland

## Những người con của thành phố
- Jehan Alain, nghệ sĩ đàn ống và nhà soạn nhạc
- Marie-Claire Alain, nữ nghệ sĩ đàn ống
- Claude Debussy, nhà soạn nhạc
- Henri II của Pháp, vua nước Pháp
- Charles IX của Pháp, vua nước Pháp 1560 - 1574
- Louis de Buade, comte de Frontenac, nguyên là thống đốc của thuộc địa Pháp mới (La Nouvelle-France), thuộc Canada ngày nay
- Louis XIV của Pháp, vua nước Pháp từ 1643 đến 1715
- Margarete của Valois, hoàng hậu của Pháp và Navarra
- Amélie Mauresmo, nữ vận động viên quần vợt
- Philippe I. de Bourbon, công tước của Orléans, anh em của Louis XIV
- Emmanuel Todd, sử gia, tác giả